# Leuconitocris sanguinicollis
Leuconitocris sanguinicollis é uma espécie de escaravelho da família Cerambycidae.  Foi descrito por Stephan von Breuning em 1956.